# 1935년 노동절 허리케인
1935년 노동절 허리케인(1935 Labor Day hurricane)은 1935년, 카리브해에서 발생한 메이저 허리케인으로 북대서양에서 발생한 모든 허리케인 중 3번째로 강했다.

## 허리케인의 진행

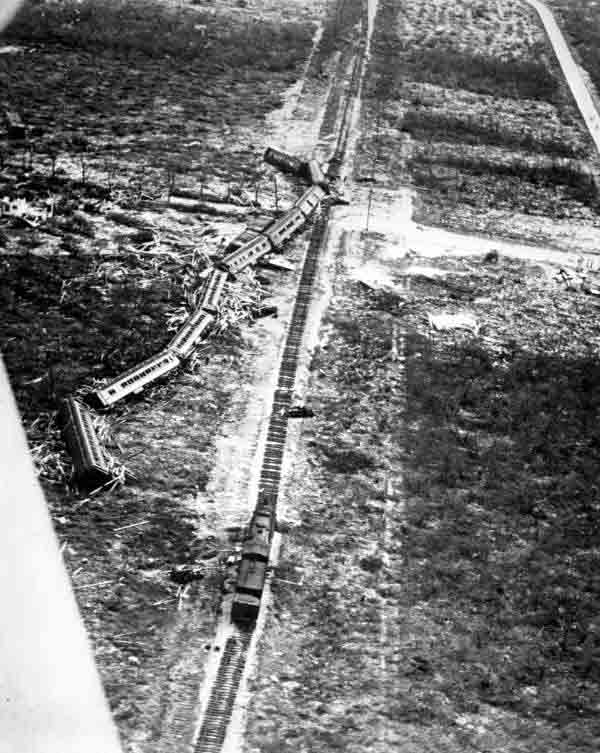
플로리다 주에 기차가 탈선한 모습

1935년 8월 후반 쯤에 바하마 동쪽에 작은 열대요란이 일어났다. 이 열대요란은 멕시코 만류를 따라 서쪽으로 이동하였고 곧 미국 기상예보관들이 이 열대요란에 주의를 기울이기 시작했다. 9월 1일에는 열대 폭풍이 사피어-심슨 허리케인 등급 제1등급으로 발달했다.
9월 1일에 수온이 높았던 멕시코 만류를 지나갔던 허리케인은 급작스럽게 강력해졌다. 이 날과 다음 날 사이에 중심기압이 892hPa까지 떨어지기 전까지 쉬지 않고 계속 강해졌고 진로를 약간 북서쪽으로 틀면서 미국 플로리다주 남쪽에 위치했던 플로리다 키(Florida Keys) 산호 군도로 향했다. 허리케인 등급 제5등급까지 순식간에 도달한 허리케인은 마침내 다음날 9월 2일에 최성기를 맞이하였고 곧 플로리다 키 중부에 위치한 크레이그 키(Craig Key)에 저녁 8시 30분과 9시 30분 사이에 상륙했다.
상륙한 뒤에 허리케인은 북쪽으로 전진했고 플로리다주 서부 해안선과 나란하게 달리면서 약해지기 시작했다. 9월 4일에 사피어-심슨 허리케인 등급 제2등급의 세력으로 시더 키(Cedar Key)라는 도시에 2차로 상륙했다. 다시 멕시코만으로 빠져나온 허리케인은 플로리다 북서부에 위치한 땅거스러미에 상륙했고 이내 조지아주, 사우스캐롤라이나주, 노스캐롤라이나주와 버지니아주를 거쳐 노퍽 (버지니아주)에서 대서양으로 빠져나올 때까지 세력이 약화되었다. 그러나 9월 6일, 북대서양에서 풍속 145km/h(90mph)에 도달하면서 다시 강해졌으나 곧바로 약해졌고 온대저기압으로 변질되었다. 이 변질된 잔해는 북동쪽으로 이동을 하다가 열대성을 잃어버린 채 9월 10일에 그린란드에 도달하게 되었다.

## 피해
플로리다 키와 플로리다주 본토를 연결하는 유일한 교통수단은 당시 플로리다 동부 해안 철도만이 있었다. 이 10량의 기차는 허리케인이 올 당시 9량이 모두 탈선해 파도에 휩쓸려 갔으나, 1량은 온전하게 남아 수 달 후에 마이애미로 옮겨졌다. 미국 국립 기상 서비스센터에서는 408명이 숨졌다고 예상했다. 이 때 플로리다 키에서 떠내려간 시체들은 플로리다주 남서부 해안가에까지 도달해있었던 일도 있었다.
허리케인은 플로리다 키 동부에 상륙했고 이 상륙한 장소에 있었던 도시는 '이사모라다(Isamorada)'였다. 도시의 모든 건축물들이 거의 파괴되었고, 다리와 철도, 제방이 완전히 무너졌다. 또한 운항선과 기차가 섬에 접근하지 못해 이 섬은 완전히 고립되었다. 이 허리케인의 영향반경은 매우 좁았음에도 불구하고 이사모라다 부근은 완전히 황폐화되었다. 이 허리케인의 태풍의 눈은 약 13km(8mi)였고 매우 강력한 바람은 중심에서 24km(15mi)내로 불었다. 이 수치는 1992년의 허리케인 앤드류보다 낮아 상대적으로 매우 작았지만 대참사를 낳았던 사피어-심슨 허리케인 등급 제5등급 허리케인이었다.
플로리다 키에 있었던 시체는 허리케인이 물러간 지 3일만에 찾아온 폭염 때문에 부풀어 올라 더위로 갈라졌다고 구조 작업자들이 전하였다. 공공 보건 기관들에서는 시체를 지탱하던 널판지를 쌓아두어 모두 태워버리라고 지시했다.

## 기록
1935년 노동절 허리케인은 북대서양에서 발생한 모든 허리케인 중, 육지에 상륙할 당시의 중심기압이 900hPa 이하로 기록된 유일한 허리케인이다. 또한 당시 중심기압이 892hPa를 기록해, 가장 강력했던 허리케인으로 54년동안 기록이 깨지지 않았으나, 1988년에 발생한 허리케인 길버트가 중심기압 888hPa로 갈아치웠다. 또 18년후에 2005년에 발생한 허리케인 윌마의 중심기압이 882hPa를 기록해 가장 강력한 허리케인으로 등재되었다.
이 허리케인의 최대풍속은 260km/h(185mph)까지 도달했을 것으로 예상하고 있다.

## 같이 보기
- 허리케인 앤드루
- 허리케인 어마